# 不動産市場安定化ファンド
不動産市場安定化ファンド（ふどうさんしじょうあんていかファンド）とは、J-REITの資金繰りを支援する目的で設立された官民ファンド。

## 概要
金融危機（リーマンショック）による金融市場・不動産市況の悪化を受け、政府は2009年（平成21年）4月10日閣議決定「経済危機対策」に、「官民一体となったファンドの創設や日本政策投資銀行等によるJ-REITへの資金供給の充実」が盛り込まれた。
国土交通省はこれを受け、同年6月より「不動産市場安定化ファンドの設立・運営に関する検討委員会」を4回開催し、委員会は最終とりまとめ案で、2012年3月までの投資法人債の償還総額（3,268億円）や既存借入金に係る金融機関の破綻・撤退への備え等を考慮し、アンコミットベースで総額3,000～5,000億円程度のファンド規模を確保するとした。以上を踏まえて、ファンドは2009年9月5日に設立された。
ファンドのスキームは、投資法人（J-REIT）に対する貸付は信託銀行（特定金銭信託）から実施することとし、資金は民間金融機関からシニアローン、日本政策投資銀行からメザニンローン、関係業界各社からの出資を「不動産市場安定化ファンド投資事業有限責任組合」（LPS）を介して調達する形となった。また公募により、アセットマネージャー（GP）はDBJ野村インベストメント（現DBJアセットマネジメント）、信託受託者は住友信託銀行（現三井住友信託銀行）、私募取扱者は野村證券が選ばれた。
ファンドからの貸付の条件は、資金使途を投資法人債のリファイナンス資金とし、期間は原則3年以内、当初1年間の金利はTIBOR+150～550bps程度とされた。

## 実績・評価
融資実績は2件180億円で、回収を終えている。貸付金利が高いため実績は2件に留まった一方、アナウンスメント効果はあったとされている。国土交通省は、平成25年度の政策レビュー結果にて、”金融危機時に官民が連携し一定のセーフティネットの役割を果たし、市場に対する安心感や信頼感の回復につながったと考えられる”と評価している。
- プロスペクト・リート投資法人 - 2010年3月に100億円融資実行。2010年7月に全額期限前返済され回収[7]。
- 日本コマーシャル投資法人 - 2010年4月、80億円融資実行[8]。2010年10月に全額期限前返済され回収[9]。